# 格倫代爾 (內華達州)
格倫代爾（英語：Glendale）是位於美國內華達州克拉克縣的非建制地區。

## 地理
格倫代爾所處的海拔為高於海平面463米（即1519英呎），而該地所採用的時區為UTC-8，即太平洋时区（PST）。同時該地設有夏令時間，為UTC-8調快一小時，即UTC-7（PDT）。